# کاختی
کاخِتی (به گرجی: კახეთი) استانی است در کشور گرجستان که در خاور این کشور واقع شده و مرکز آن شهر تلاوی است.
مطابق با نتایج سرشماری سال ۲۰۰۲ میلادی، جمعیت این استان حدوداً ۴۱۰ هزار نفر بوده‌است، که حدود ۸۴ درصد از آنها گرجی و ۹٫۸ درصد آذری بوده‌اند. استان کاختی جزء مناطق آذربایجانی‌نشین گرجستان به‌شمار می‌رود. اکثر مردم ساکن در استان کاختی، به یک گویش محلی از زبان گرجی سخن می‌گویند.
کاختی از سوی شمال و شمال خاوری با فدراسیون روسیه هم‌مرز است. از سوی جنوب و جنوب خاوری با جمهوری آذربایجان هم‌مرز است و در باختر آن استان‌های متسختا-متیانتی و کومو کارتلی واقع شده‌اند.
منطقه کاختی را از نظر جغرافیایی به دو بخش کاختی درونی در شرق کوهستان تسیو-گومبوری، و کاختی بیرونی در غرب آن تقسیم می‌کنند. رودخانه اصلی بخش خاوری آلازانی نام دارد و رود اصلی بخش باختری نیز رود ایوری است.
بخشی از مجموعه صومعه داوید گارجای گرجی در استان کاختی واقع شده و جمهوری آذربایجان و گرجستان بر سر آن مناقشه سرزمینی دارند.

## پیشینه
سرزمین کاختی از اواخر سده هشتم میلادی یک امیرنشین فئودال مستقل بود. در آغاز سده یازدهم میلادی، این امیرنشین به پادشاهی متحد گرجستان ضمیمه شد اما این پیوند ده سال بیشتر نپایید. در آغاز سده دوازدهم میلادی، داویت چهارم (۱۰۸۹–۱۱۲۵)، پادشاه گرجستان موفق شد کاختی را دوباره ضمیمه پادشاهی متحد گرجستان کند.
همزمان با فروپاشی پادشاهی متحد گرجستان در نیمه دوم سده پانزدهم میلادی، سرزمین کاختی در دهه ۱۴۶۰ خود به یک پادشاهی مستقل تبدیل شد. در سال ۱۷۶۲ پادشاهی کاختی با پادشاهی گرجی‌تبار همسایه خود یعنی کارتلی یکپارچه شد و پادشاهی کارتلی-کاختی شکل گرفت. شهر تلاوی که پایتخت سرزمین کاختی و هم‌چنین مرکز هرتی آلبانیا بود، به عنوان پایتخت پادشاهی کارتلی-کاختی برگزیده شد.
پیوستن آلبانیایی‌ها به پادشاهی کارتل-کاختی مایه نیرومندی مسیحیت در این مناطق شد، اما حمله‌های پرشمار ایران به این نواحی باعث شد که کارتل-کاختی به سستی بگراید. سرانجام در سال ۱۸۰۱ میلادی، پادشاهی کارتل-کاختی ضمیمه امپراتوری روسیه شد.
در سال‌های ۱۹۱۸ تا ۱۹۲۱ میلادی، کاختی به صورت بخشی از جمهوری دموکراتیک گرجستان درآمد. از ۱۹۲۲ تا ۱۹۳۶ میلادی، سرزمین کاختی به صورت بخشی از جمهوری سوسیالیستی ماورای قفقاز شوروی اداره می‌شد. از ۱۹۳۶ تا ۱۹۹۱ میلادی، کاختی به عنوان بخشی از جمهوری سوسیالیستی گرجستان شوروی درآمد.
از هنگام فروپاشی اتحاد جماهیر شوروی در سال ۱۹۹۱ میلادی، گرجستان یکبار دیگر به استقلال کامل دست یافت. از آن سال تا کنون، منطقه کاختی نیز بعنوان یکی از استان‌های گرجستان شناخته می‌شود. مرکز آن، شهر تلاوی انتخاب شده‌است.